# Climate Intelligence Foundation
La Climate Intelligence Foundation, ou Clintel, est une fondation néerlandaise climato-sceptique, fondée en 2019 par l'ingénieur Guus Berkhout et le journaliste Marcel Crok. Elle est connue pour avoir diffusé en 2019 puis en 2022 une « World Climate Declaration » (« Déclaration mondiale sur le climat ») affirmant qu'il n'existe pas d'urgence climatique, en s'appuyant sur des affirmations contraires à l'état du consensus scientifique sur le réchauffement climatique.
Ce document, signé par plusieurs centaines de personnes pour l'essentiel étrangères aux sciences du climat, a largement circulé dans les sphères complotistes et climato-sceptiques.
Selon plusieurs journalistes néerlandais, la Climate Intelligence Foundation tire une partie de ses financements de l'industrie fossile, ce que ses fondateurs démentent.

## Histoire et activité
La fondation est créée début 2019 aux Pays-Bas par Guus Berkhout, enseignant retraité en géophysique, ancien ingénieur chez la compagnie pétrolière Shell et participant au cercle climato-sceptique britannique Global Warming Policy Foundation, et Marcel Crok, journaliste,,. Première organisation climato-sceptique notable du pays selon De Volkskrant, elle conteste le rôle du CO2 dans le réchauffement climatique, qui fait pourtant l'objet d'un consensus scientifique, et entend s'opposer aux mesures de lutte contre les émissions de gaz à effet de serre.
La fondation Clintel est membre de l'European Climate Realist Network (ECRN).

### Lettre ouverte«There is no Climate Emergency»de 2019
Concomitamment à la publication du Rapport spécial sur l'océan et la cryosphère dans le contexte du changement climatique par le Groupe d'experts intergouvernemental sur l'évolution du climat (GIEC) et à l'organisation du Sommet Action Climat en septembre 2019, la fondation organise une campagne dénonçant l'objectif de l'Union européenne d'atteindre zéro émission nette de CO2 en 2050. Elle diffuse notamment, le 23 septembre, une lettre ouverte intitulée « There is no Climate Emergency » (en français : « Il n'y a pas d'urgence climatique »), adressée aux représentants des Nations unies et de la Convention-cadre des Nations unies sur les changements climatiques (CCNUCC), António Guterres et Patricia Espinosa, affirmant l'absence d'urgence climatique ; elle est largement relayée dans certains médias et sur les réseaux sociaux,,.
Parmi les « 500 scientifiques et experts » signataires revendiqués par la fondation Clintel, issus de 24 pays (une quarantaine de Français, 13 Allemands, 19 Belges, 17 Canadiens, 75 Australiens…), figurent effectivement des scientifiques, dont de nombreux géologues et ingénieurs (dont un certain nombre ont travaillé pour des entreprises pétrolières ou gazières), de nombreux retraités, et parmi lesquels ne figure qu'une dizaine de personnes se réclamant des sciences du climat (dont là encore des retraités), ainsi que des personnalités politiques conservatrices, des économistes, des personnalités du monde des affaires, etc. L'ONG d'investigation Correctiv relate également avoir trouvé des informations fausses dans les indications biographiques fournies par les signataires,,,,.
Ont notamment signé des membres français de l'Association des climato-réalistes (Benoît Rittaud, coordinateur de la tribune dans l'Hexagone, Vincent Courtillot, Christian Gerondeau…), l'ancien ministre français Bruno Durieux, les climato-sceptiques allemands Horst-Joachim Lüdecke (de) et Fritz Vahrenholt (en), huit membres du lobby climatosceptique allemand Europäisches Institut für Klima und Energie, l'homme d'État tchèque Václav Klaus, des personnalités des think tanks et lobbies libertariens américains Cato Institute et Institut Heartland, le physicien américain Richard Lindzen, plusieurs membres des organisations britanniques Institute of Economic Affairs, Adam Smith Institute, TaxPayers' Alliance et Global Warming Policy Foundation, le Britannique Christopher Monckton, l'homme politique italien Maurizio Gasparri et son compatriote physicien Antonino Zichichi (it), l'homme d'affaires australien Hugh Morgan ainsi que les géologue et physicien australiens Ian Plimer et Peter Ridd (en), l'homme politique canadien Maxime Bernier et son compatriote géophysicien Reynald Du Berger, et les climato-sceptiques belges Samuele Furfari (professeur de géopolitique), Emiel Van Broekhoven (nl) (économiste) et Ferdinand Meeus (ex-BASF),,,,,,.
La lettre, qui affirme notamment que le réchauffement climatique est deux fois plus lent que prévu par le GIEC, qu'il s'inscrit dans l'alternance naturelle de périodes glaciaires et interglaciaires, qu'il n'est pas responsable d'une hausse des catastrophes naturelles et que le rôle du CO2 est avant tout bénéfique (notamment grâce à son effet fertilisant), n'est pas conforme à l'état des connaissances scientifiques sur le réchauffement climatique, contient des affirmations trompeuses et est dépourvue de source ; Climate Feedback estime que sa crédibilité scientifique est « très faible ».
En février 2020, la lettre, sous-titrée « World Climate Declaration » (« Déclaration mondiale sur le climat »), compte désormais 800 signataires.

### «World Climate Declaration»de 2022
En juin 2022, un nouveau document intitulé « World Climate Declaration », directement issu de la lettre de 2019, est mis en ligne par la Clintel, qui revendique la signature de « 1 200 scientifiques et universitaires de renom » issus de 41 pays. Il circule largement sur les réseaux sociaux au mois d'août, notamment relayé par l'homme politique complotiste britannique Maajid Nawaz, le sénateur australien Alex Antic ou des militants du parti d'extrême droite français Reconquête ainsi que par les médias complotistes ou climato-sceptiques anglophones Epoch Times, The Daily Sceptic (en) et TalkTV (en) et le blog français Le Courrier des stratèges,. Le document, qui inclut les signataires de 2019, est notamment signé par le prix Nobel de physique 1973 Ivar Giaever, qui n'a jamais publié de recherche sur le climat, par « 40 géophysiciens, 130 géologues et 200 ingénieurs » et des professions sans aucun lien avec les sciences du climat, selon un décompte de l'AFP Factuel, qui met en exergue les liens, y compris financiers, de certains signataires avec les industries pétrolières et gazières. Le document reprend les mêmes affirmations que la déclaration de 2019, toujours en contradiction totale avec les connaissances scientifiques sur le réchauffement climatique,,,.
En décembre 2023, la lettre, sous-titrée « World Climate Declaration » (« Déclaration mondiale sur le climat »), compte désormais 1841 signataires.

## Financement
La Climate Intelligence Foundation bénéficie de financements privés nationaux et étrangers, dont 500 000 euros en 2019 de Niek Sandmann, magnat de l'immobilier néerlandais, et une somme indéterminée de Cor Verkade, autre hommes d'affaires du même secteur,,.
Selon une enquête des médias néerlandais Follow The Money, Platform Authentieke Journalistiek et De Volkskrant, la fondation Clintel est financée par l'industrie fossile — ce que démentent ses fondateurs. En effet, Guus Berkhout, le cofondateur de Clintel, crée en 1982 le consortium Delphi consacré à des recherches scientifiques utiles à l'exploitation des hydrocarbures et auxquelles les compagnies pétrolières telles que Shell, BP, Saudi Aramco, Chevron et Total accèdent contre rémunération. En 2014, Delphi finance avec cet argent et à hauteur de 1,2 million d'euros le Centre for Global Socio-Economic Change (CFGSEC), une organisation climato-sceptique tout juste fondée par le même Guus Berkhout,,,.